# Conus fergusoni
Conus fergusoni é uma espécie de gastrópode do gênero Conus, pertencente à família Conidae.

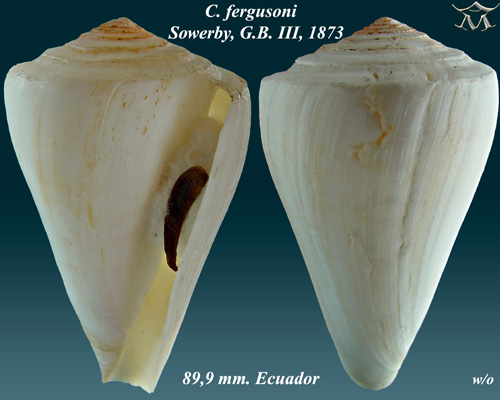
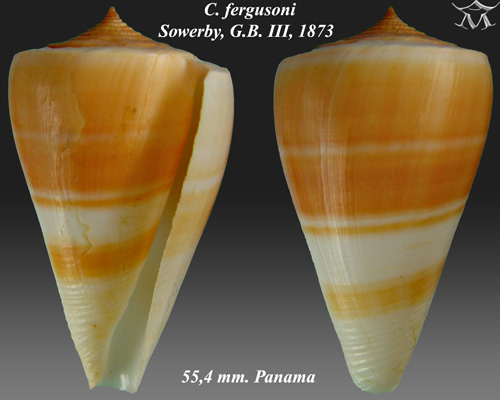
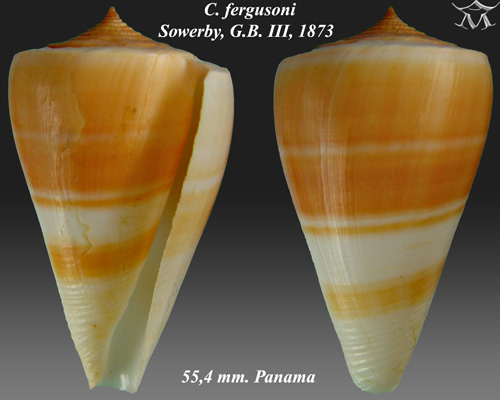